# Scabroschema scabricolle
Scabroschema scabricolle är en skalbaggsart som först beskrevs av Fauvel 1906.  Scabroschema scabricolle ingår i släktet Scabroschema och familjen långhorningar. Inga underarter finns listade i Catalogue of Life.